# Blüchert Verlag
Der Blüchert Verlag war ein deutscher Verlag, der viele Kinder- und Sachbücher publizierte. Der Verlag wurde 1950 in Stuttgart von Walter F. Blüchert gegründet. 1956 wurde der Verlagssitz nach Hamburg verlegt. 1968 stellte der Verlag seine Tätigkeit ein.

## Disney Publikationen
Der Verlag erwarb 1950 die deutschen Rechte für die Herausgabe der Nicht-Comic-Publikationen von Walt-Disney-Titeln. Bis 1962 erschienen dort ca. 130 Disney-Titel. Neben großformatigen Bilderbüchern erschienen dort auch 40 Titel in der Heftreihe Kleine Disney Bücher, einer Sprachadaption verschiedener Disney Little Golden Books-Titel aus den Vereinigten Staaten, sowie die Walt Disney Micky Maus Bücher. Weitere bekannte Disney-Titel sind die Foto-Bände zu den Naturfilmen wie Die Wüste lebt, welche auch als Lizenzausgaben bei Bertelsmann erschienen.
Viele der Disney-Titel wurden später in gleicher oder ähnlicher Ausstattung von anderen Verlagen übernommen z. B. Kleine Disney Bücher vom Delphin Verlag, oder die Walt Disney Micky Maus Bücher vom Pestalozzi Verlag.

## Weitere Publikationen
Im Blüchert Verlag erschienen die ersten deutschen Ausgaben der Jugendbuchreihen Fünf Freunde und Die Schwarze Sieben von Enid Blyton.
Weitere bekannte Publikationen sind (Auswahl):
- Die Wundergans von Manfred Schmidt (Comiczeichner), 1952
- Muli das Zirkuseselchen von Walter Trier, 1954
- Weltraumflug zum Mond von Jack Coggins, Fletcher Pratt und Heinz Gartmann, 1954
- Reinhold das Nashorn von Loriot und Wolf Uecker, 1954
- Jimmy das Gummipferd von Roland Kohlsaat, 1954
- Haschis lustige Gesellschaft von Hannelore Marek und Ulf Händel, 1955
- Lebendiges Weltall von Heinz Haber, 1959
- Kalanag – Der Magier erzählt sein Leben, von Kalanag in Zusammenarbeit mit Lisa Högel, 1962
- Arthur Conan Doyle: Gesammelte Werke in Einzelausgaben. 18 Bde., 1959–1965